# Майер, Александр Александрович (физик)
Александр Александрович Майер (6 апреля 1953 года, Москва - 13 июня 2015 года, Москва) - советский и российский физик-теоретик, доктор физико-математических наук, изобретатель оптического транзистора, автор многочисленных патентов на изобретений в области опто-волоконных систем связи.

## Биография
Родился 6 апреля 1953 года в семье доктора физико-химических наук, профессора Александра Артемьевича Майера и доцента и преподавателя РХТУ Антонины Ивановны Майер. В 1970—1975 гг. учился на физическом факультете Московского государственного университета имени М.В.Ломоносова, затем продолжил обучение в аспирантуре с 1975—1979 гг. С 1982 года работал в Институте общей физики им. А.М. Прохорова Российской академии наук.

## Работа
Автор и соавтор многочисленных научных статей и патентов на изобретения:
Переключение частоты излучения в квадратично-нелинейных туннельно-связанных оптических волноводах. А. А. Майер, К. Ю. Ситарский 
Особенности самопереключения однонаправленных распределенно-связанных волн ортогональных поляризаций.
А. А. Майер, К. Ю. Ситарский 
О влиянии инерционности нелинейности, нелинейной дисперсии групповых скоростей и дисперсии коэффициента связи на самопереключение импульса в туннельно-связанных оптических волноводах. 
А. А. Майерa, С. Г. Каратаев	 
Экспериментальное наблюдение явления самопереключения однонаправленных распределенно-связанных волн А. А. Майер 
Оптическое самопереключение однонаправленных распределенно-связанных волн. А. А. Майер 